# Hildegard Busse
Sophie Leontine Hildegard Busse (auch Hildegard Busse-Peters; * 17. Mai 1914 in Hamburg; † 18. August 2010 in Weil am Rhein) war eine deutsche Schauspielerin bei Bühne, Film und Fernsehen.

## Leben und Wirken
Die Tochter des Zigarrenfabrikanten Arthur Busse und seiner Frau Alice, geb. Kögel, besuchte in ihrer Geburtsstadt zunächst das Elise-Averdieck-Lyzeum und anschließend bis 1930 eine Frauenschule. Während dieser Zeit begann sie auch ihre künstlerischen Studien bei Alex Otto (Schauspiel) und Maria Pos-Carloforti (Gesang). Ihre Schauspielausbildung setzte sie bei Otto Henning in Berlin sowie bis 1935 an der Frankfurter Schauspielschule fort. Parallel dazu trat die brünette Künstlerin in der Spielzeit 1934/35 am Stadttheater Hanau ihr erstes Bühnenengagement an und wurde im Cine-Allianz-Musikfilm Mein Herz ruft nach Dir erstmals mit einer Filmrolle betraut. Ihr Fach war meist das der jugendlichen Salondame bzw. Sentimentalen.
Bis zum Ausbruch des Zweiten Weltkriegs folgten noch etliche weitere Filmauftritte, wobei Hildegard Busse kaum über Episodenrollen hinauskam. Während des Krieges konzentrierte sie sich auf die Theaterarbeit, die sie bis zur Schließung aller deutschen Bühnen im Sommer 1944 nach Würzburg, München (Staatstheater), Chemnitz und Lublin führte. Nach 1945 konnte sie ihre Laufbahn zunächst an der Komödie in Hannover fortsetzen. Zu Beginn der 1950er Jahre war sie beim Rundfunk in Hamburg beschäftigt, danach lassen sich keine Festengagements am Theater mehr feststellen, stattdessen wirkte sie in unregelmäßigen Abständen in Kino- und auch Fernsehfilmen mit. Spielte Busse in den ausgehenden 1930er Jahren durchgehend unbedeutende Chargen – zumeist Zofen, Festgäste und Kundinnen –, konnte man die nunmehr in München wohnhafte Künstlerin in der Nachkriegszeit auch in Charakterrollen sehen.
Hildegard Busse war mit dem Schauspieler Karl-Heinz Peters verheiratet. Ihren Lebensabend verbrachte sie in Lörrach und zuletzt in einem Seniorenheim im benachbarten Weil am Rhein, wo sie 2010 auch starb.

## Filmografie (Auswahl)
- 1934: Mein Herz ruft nach Dir
- 1936: Maria, die Magd
- 1937: Streit um den Knaben Jo
- 1937: Die Korallenprinzessin
- 1937: Gasparone
- 1937: Der Mann, der nicht nein sagen kann
- 1938: Geheimzeichen LB 17
- 1938: Am seidenen Faden
- 1938: Zwei Frauen
- 1939: Bel Ami
- 1939: Zwölf Minuten nach Zwölf
- 1939: Die Brezel (Kurzfilm)
- 1948: Finale
- 1949: Schatten der Nacht
- 1950: Kronjuwelen
- 1951: Das späte Mädchen
- 1954: Ein Mädchen aus Paris
- 1954: Die verschwundene Miniatur
- 1956: Pulverschnee nach Übersee
- 1971: Fräulein von Stradonitz in memoriam
- 1972: Kinder der Liebe oder Hulda Schändlinger (Kurzfilm)
- 1977: Die Vertreibung aus dem Paradies
- 1977: Das Schlangenei
- 1978: Leidenschaftliche Blümchen
- 1978: Verstecktes Ziel
- 1983: Die Frau ohne Körper und der Projektionist
- 1990: Die glückliche Familie (Fernsehserie, Folge 2x04 Austausch)
- 1992: Verkehrsgericht (Fernsehserie, Folge 10x02 Unfallflüchtig: 2 alte Damen)